# Atrofia da disuso
L'atrofia da disuso, detta anche atrofia da inattività, è un tipo di atrofia causato dall'inattività funzionale delle cellule colpite.
Ciò si verifica ad esempio nelle masse muscolari degli arti quando questi vengono immobilizzati per il trattamento di fratture ossee. L'atrofia muscolare può anche essere da denervazione o "neuropatica". Infatti nelle strutture osteomuscolari degli arti l'atrofia da inattività può conseguire anche a lesioni dei nervi motori o a lesioni nervose centrali (e quindi paralisi-inattività delle cellule colpite). Le fibre muscolari atrofiche, diminuendo il numero delle miofibrille, diventano più sottili.